# Echinanthera cephalomaculata
Echinanthera cephalomaculata är en ormart som beskrevs av Di Bernardo 1994. Echinanthera cephalomaculata ingår i släktet Echinanthera och familjen snokar. Inga underarter finns listade i Catalogue of Life.
Arten förekommer i nordöstra Brasilien. Honor lägger ägg.